# Джанлука Пальюка
Джанлу́ка Палью́ка (італ. Gianluca Pagliuca, нар. 18 грудня 1966, Болонья) — італійський футболіст. Воротар, більшість кар'єри грав за «Сампдорію», «Інтер» та «Болонью». Другий після Паоло Мальдіні в історії футболіст за кількістю проведених ігор у Серії «A». Віце-чемпіон світу-1994.

## Кар'єра
Починав кар'єру у «Сампдорії» — перші ігри за основу провів у сезоні 1987/88. Тоді у клубі зібрався сильний колектив, який зумів виграти Кубок володарів кубків-1990. 23-річний воротар до того часу вже став головним стражем воріт у «Сампдорії». У 1991 році генуезька команда здобуває «скудетто».
У 1994 році перейщов до міланського «Інтера», де єдиним трофеєм для Пальюки став Кубок УЄФА-1998. Від сезону 1999/2000 до 2005/06 захищав кольори «Болоньї». Коли цей клуб вилетів до Серії «B», воротар провів один сезон у нижчій лізі. На сезон 2006/07 перейшов до вищолігового «Асколі», за який провів свої останні 23 матчі у Серії «A». Ветеран всього провів там 592 гри, побивши, таким чином, рекорд легендарного Діно Дзоффа за кількістю ігор у італійській найвищій лізі. За станом на січень 2017 року серед усіх гравців найвищого італійського дивізіону Джанлука Пальюка знаходиться на п'ятому місці.
Виступав за збірну Італії у 1991-1998 роках. Під час домашнього для Італії мундіалю-1990 був у заявці команди, але жодного разу на поле не вийшов. Дебютував у грі проти Радянського Союзу 16 червня 1991 року (перемога італійців 3:2). Був основним голкіпером збірної на двох чемпіонатах світу: 1994 у США та 1998 у Франції. У 1994 році італійці стали віце-чемпіонами світу, поступившись у фіналі бразильцям по пенальті. Основний час закінчився 0:0.
У 2 матчах був капітаном збірної Італії. Останнью грою Пальюки за «скуадру адзурру» стала поразка у серії пенальті від Франції у 1/4 фіналу на чемпіонаті світу 1998. Після трансляцій того турніру прізвисько «Падлюка» стало досить відоме на теренах України. А першим помітив таке цікаве звучання ще Олексій Михайличенко, який свого часу грав із воротарем за «Сампдорію».

## Після футбольної кар'єри
Після закінчення футбольної кар'єри працює спортивним коментатором італійських каналів Sky та Mediaset.

## Цікавинки
- На батьківщині воротаря нарекли прізвиськом «Кіт з Казалеккіо» (Казалеккіо — містечко біля Болоньї)

## Титули та досягнення
- Чемпіон Італії (1):

«Сампдорія»: 1990-91
- Володар Кубка Італії (3):

«Сампдорія»: 1987-88, 1988-89, 1993-94
- Володар Суперкубка Італії (1):

«Сампдорія»: 1991
- Володар Кубка УЄФА (1):

«Інтернаціонале»: 1997-98
- Володар Кубка володарів кубків УЄФА (1):

«Сампдорія»: 1989-90
- учасник чемпіонатів світу: 1990 (третє місце), 1994 (фіналіст) і 1998